# Santa Cruz de Cana
Santa Cruz de Cana est une ville-fantôme située en pleine jungle, au sud du Panama, à la frontière de la Colombie, qui a connu son apogée avec le développement de la mine d'or d'Espiritu Santu, à l'époque coloniale espagnole et qui a été recyclée en parc d'aventures.
Les espagnols ont construit le fort de Santa Cruz de Cana, près de la rivière Cana, qui défendait  contre les incursions des flibustiers guidés par les Indiens les mines d'or de Santa- Cruz de Cana, près de la ville du Réal de Sainte-Marie, logée sur les rives du Rio Chuchunaque, qui se jette dans le Pacifique. Santa Cruz de Cana est à 480 mètres d'altitude, sur les flancs de la montagne Pirre (1 500 mètres d'altitude), dans le Parc national du Darien.
Les archéologues ont établi que les populations amérindiennes ont fui la région dans la première moitié du XVIe siècle, après les combats menés par Pascual de Andagoya (1495-1548) un conquistador Basque espagnol contre l'ethnie des Indiens Cuevas, précédée dans ces combats par une autre ethnie. Les peuplades du Panama et de Colombie avaient une activité joaillière très riche, étudiée via les collections du Musée de l'or.

## L'apogée dans la deuxième moitié duXVIIesiècle
Les mines d'or ont connu leur apogée dans la deuxième partie du XVIIe siècle. Selon l'explorateur et pirate Lionel Wafer, qui les décrit comme les plus riches d'Amérique du Sud, elles n'auraient été exploitées intensivement qu'en 1680. Elles ont attiré une population qui atteint en 1727 jusqu'à 20 000 personnes dans la vallée de Cana. Elles étaient desservies par le Rio Tuira, qui est un affluent du Rio Chuchunaque. Recouvertes de végétation après leur abandon, en 1911, par une société anglaise, la Gold Mining Company Limited qui avait repris l'exploitation pendant deux décennies, au début du XXe siècle, les mines font aujourd'hui l'objet d'un parcours d'aventure touristique baptisé "Mine Trail".
La mine était très rentable car le prélèvement fiscal vers l'Espagne, qui avait été réduit à 5 % pour encourager les productions minières, s'élevait à l'équivalent de 3,5 millions de dollars par an. Ce correspondait à une production de 70 millions de dollars par an, et fournissait une rentabilité jugée exceptionnelle compte tenu d'une des hypothèses sur le nombre d'esclaves noirs travaillent sur le site, 300 à 400. La ville de Santa Cruz de Cana, avait aussi deux boulangeries, une importante garnison, et neuf villages ou missions autour d'elle.

## Deux attaques anglaises
La Crise monétaire anglaise des années 1690, qui se traduit par une baisse de la monnaie papier sur fond de pénurie de métaux précieux oblige les Anglais à chercher de l'or dans l'empire espagnole. En 1702, après douze jours de marche dans la jungle, un groupe de 400 Anglais armés s'emparent du site minier où ils trouvent 70 esclaves noirs au travail et récoltent 8 livres d'or, une expédition racontée dans un livre par le corsaire anglais "Nathaniel Davis", dont le vrai nom était Edward Davis, qui la dirigeait. Selon les archéologues, la mine employait probablement des milliers d'esclaves, sans compter ceux qui devaient les nourrir, et Davis parle dans son livre de 900 maisons sur le site,.
En 1712, les Anglais pillèrent Santa-Cruz de Cana une nouvelle fois. C'est aussi près de Santa Cruz de Cana que s'est déroulée la révolte menée par le métis Luis Garcia en 1727, dans la province du Darién, qui met fin à 47 ans d'exploitation de la mine par les Espagnols.
En 1734, une nouvelle descente d'Indiens et de Français, venus de la Colonie française du Darién alliés de Luis Garcia, se termine par un saccage de Santa Cruz. Le site est encore décrit comme "considérable" par un auteur de 1760, tandis qu'un autre parle d'une "large population d'indiens, d'espagnols et de noirs", en 1716.

## Présence française en 1774
Une carte de 1774 décrit le site de Santa Cruz comme habité par 300 Indiens et 80 Français, mais ne parle plus de production d'or. D'autres sources soulignent qu'un Français, Charles Tibon, ou Louis-Charles Tibon, "à la tête de quatre-vingts flibustiers de Saint-Domingue et de trois cents Indiens, mit à feu et à sang le Darien".
En 1822, c'est la capitale de la province du Darién. En 1853, un Français, Emile Lebreton, essaya un moment de reprendre la mine, précédant une tentative effectuée 1877 par le premier entrepreneur du Canal de Panama, Lucien Napoléon Bonaparte-Wyse puis en 1880 par des Américains et en 1890 par des anglais.